# 埃舍维
埃舍维（法語：Échevis）是法国德龙省的一个市镇，属于瓦朗斯区（Valence）鲁瓦昂地区圣让县（Saint-Jean-en-Royans）。该市镇总面积11.11平方公里，2009年时的人口为54人。

## 人口
埃舍维人口变化图示